# Bertulfo Álvarez
Juan Ermilo Cabrera Díaz más conocido como Bertulfo Álvarez (Prado, Tolima; 1951-Fonseca, La Guajira, 27 de enero de 2021) fue un guerrillero colombiano, miembro del secretariado las FARC-EP.

## Biografía

### Militancia en las FARC-EP
Se unió a las FARC-EP en 1973, llegando a ser durante más de dos décadas, el encargado de la seguridad de ‘Manuel Marulanda’, con quien combatió más de treinta años. Desde 1993 fue miembro del Estado Mayor Central o Comando Superior de las FARC-EP, compuesto por unos sesenta miembros, e ideólogo de la organización. En el 2008 asumió la comandancia del Bloque Noroccidental, tras la muerte de Iván Ríos. En 2011 nombrado miembro del secretariado de las FARC EP, después de la muerte de Alfonso Cano, Una vez instalada la mesa de diálogos de La Habana, Cuba, reemplazó a Iván Márquez en 2012, se le asigno la conducción del Bloque Caribe de las FARC-EP.

### Acuerdos de paz
Sus más de cuarenta y tres años de militancia hasta 2017 cuando se desmoviliza, le bastaron para estar a cargo del Departamento de Política Agraria, uno de los pilares fundamentales del acuerdo de paz entre el gobierno y las FARC-EP. De su desarrollo dependerá no solamente el futuro económico de buena parte de los excombatientes, sino también los proyectos productivos que realice el partido con organizaciones sociales afines. Lideraba los proyectos del ETCR Amaury Rodríguez de Pondores, en Fonseca (La Guajira). Estaba respondiendo ante los casos de la Jurisdicción Especial de Paz (JEP), sobre secuestro (Caso 001) y reclutamiento de menores (007).

### Fallecimiento
Miembros de las FARC confirmaron el fallecimiento de Bertulfo Álvarez, el 27 de enero de 2021, en Pondores, jurisdicción de Fonseca (La Guajira). Su fallecimiento es recordado incluso por algunos frentes disidentes.